# Mwana Kupona
Mwana Kupona binti Msham, née sur l'île Pate vers 1810 et morte vers 1865, est une poétesse swahili du XIXe siècle, auteure d'un poème intitulé Utendi wa Mwana  Kupona ("Le Livre de Mwana Kupona"), qui est l'une des œuvres marquant l'apparition d'une littérature swahili. 

## Biographie
Sa vie est mal connue. Son petit-fils Mohammed ben Abdalla  indique dans les années 1930 que Mwana Kupona est né sur l'Île Pate, et qu'elle est la dernière femme du cheikh Bwana Mataka, régnant sur Siyu, avec qui elle a eu deux enfants. Bwana Mataka meurt en 1856. Deux ans plus tard, Mwana Kupona écrit son célèbre poème, dédié à sa fille, alors âgée de 14 ans, Mwana Heshima. Mwana Kupona meurt autour de 1865 d'une hémorragie utérine.

## Le poèmeUtendi wa Mwana Kupona
Le poème est centré sur les enseignements et les conseils de Mwana Kupona à sa fille, concernant le mariage et les fonctions d'épouse. Malgré l'apparence laïque du sujet, l’œuvre a une tonalité religieuse et même mystique, et il a été comparé au biblique Livre des Proverbes. Quelques lignes du poème, dédié à l'auteur elle-même (la date est exprimée dans le calendrier musulman):
| Swahili : | Traduction : |
| 97 Mwenye kutunga nudhumu Ni gharibu mwenye hamu Na ubora wa ithimu Rabbi tamghufiria 98 Ina lake mufahamu Ni mtaraji karimu Mwana Kupona Mshamu Pate alikozaliwa 99 Tarikhiye kwa yaqinini Alifu wa miyateni Khamsa wa sabiini Hizi zote hijiria. | 97 L'auteur de ce travail Est une triste veuve Et son pire péché Le Seigneur lui pardonnera 98 Son nom vous le connaissez Elle espère en Sa générosité Mwana Kupona Mshamu née à Pate. 99 La date certaine Est mille deux-cent Soixante-quinze de l'Hégire. |

Le texte est empreint de l'enseignement reçu en école coranique et des obligations sociales de la société qui l'entoure, sur les comportements qui siéent à une femme. Il n'y a pas dans l’œuvre de Mwana Kupona de remise en cause, comme on peut la trouver dans les écrits d'Emily Ruete, quelques décennies plus tard. Le texte inclut également des recommandations à sa fille sur la gestion de la maison et sur les relations sociales à entretenir. Elle y évoque également sa propre vie conjugale. Le terme Utendi désigne une forme poétique swahilie.

## Dans la culture populaire
L'écrivain et érudit swahili Kitula King'ei a publié en 2000 un livre pour enfants intitulé Mwana Kupona : Poetess from Lamu, sur la base du travail et de la vie de Mwana Kupona.